# El Viso de San Juan
El Viso de San Juan este un oraș din Spania, situat în provincia Toledo din comunitatea autonomă Castilia-La Mancha. Are o populație de 2.339 de locuitori.